# قائمة مجلات دراسات الإعاقة
هذه قائمة بـالدوريات الأكاديمية المتخصصة في مجال دراسات الإعاقة، والتي تنشر مقالات علمية وأبحاثًا ومراجعات تساهم في تعزيز الفهم والمعرفة في هذا التخصص.
- Disability & Society
- Disability Studies Quarterly
- Disability and Rehabilitation
- Disability and Rehabilitation: Assistive Technology
- Focus on Autism and Other Developmental Disabilities
- Journal of Disability Policy Studies
- Journal of Intellectual & Developmental Disability
- Journal of Intellectual Disabilities
- Journal of Learning Disabilities
- Journal of Literary and Cultural Disability Studies
- Learning Disability Practice
- Learning Disability Quarterly
- Review of Disability Studies
- Journal of Disability Studies

## مجلات عربية
- مجلة التربية الخاصة ، دورية علمية محكمة تصدر عن كلية علوم ذوي الإعاقة والتأهيل بجامعة الزقازيق، وتختص بنشر الدراسات والأبحاث المتعلقة بالتربية الخاصة والإعاقة.[2]

- مجلة التربية الخاصة والتأهيل ، مجلة علمية محكمة متخصصة في مجال التربية الخاصة والتأهيل، تصدر عن مؤسسة التربية الخاصة والتأهيل.[3]